# تسرد
تسرد (به مجاری:  Cered) یک شهرداری در مجارستان است که در ناحیه شالگوتاریان واقع شده‌است. تسرد ۳۸٫۵۸ کیلومتر مربع مساحت و ۱٬۲۱۴ نفر جمعیت دارد.